# Campylospermum longestipulatum
Campylospermum longestipulatum är en tvåhjärtbladig växtart som först beskrevs av De Wild., och fick sitt nu gällande namn av Biss.. Campylospermum longestipulatum ingår i släktet Campylospermum och familjen Ochnaceae. Inga underarter finns listade i Catalogue of Life.